# Les Wampas
Les Wampas son un grupo de punk francés. Ellos definen su música como «Yéyé-punk». Formado en 1983 en la región parisina de Ille de France, el grupo reposa esencialmente en la figura de su cantante, Didier Wampas. Actualmente, el grupo está formado por Jean-Mi Lejoux (bajo, ex-Satellites), Jo Dahan (guitarra, ex-Mano Negra), Niko Wampas (batería) y Effello (guitarra).
Les Wampas son conocidos por los textos humorísticos de Didier Wampas, quien canta con una voz voluntariamente falsa. Sobre escena, Didier Wampas rebosa de energía, recorriendo la sala de un lado a otro o no dudando en subir sobre una silla levantada por el público. Su conexión con el público es ilustrada por la canción «Kiss» (de su disco Kiss, de 2000). Desde entonces, el público de Wampas entra en el juego del cantante: al principio de cada concierto reclama al grupo cantando a «Didier Wampas es el rey», palabras extraídas de la canción «Oï».
En 2004 el grupo fue nominado para los premios «Victoires de la musique 2004» en la categoría «Grupo/Artista revelación en concierto del año». La nominación del grupo no deja de sorprender, teniendo en cuenta que Wampas llevaban tocando desde hacía 20 años.

## Componentes
- Didier Wampas (Didier Chapedelaine) - cantante
- Jean-Mi - bajo
- Tony Truant - guitarra
- Niko - batería
- Effello - guitarra

### Otros miembros
- Marc Police - guitarra
- Ben Sam - bajo
- Phil Almosnino - guitarra

## Discografía
- Tutti frutti (1986).
- Chauds, sales et humides (1988)
- ... Vous aiment (1990)
- Simple et tendre (1993)
- Trop précieux (1996)
- Chicoutimi (1998)
- Kiss (2000)
- Never trust a guy who after having been a punk, is now playing electro (2003)
- Rock'n'Roll Part 9 (2006)
- Les Wampas sont la preuve que Dieu existe (2009)